# マフェキング見習い兵団
マフェキング見習い兵団（マフェキングみならいへいだん、英語: Mafeking Cadet Corps）は、1899年から1900年にかけての第二次ボーア戦争において217日間続いたマフェキング包囲戦の開始直前に、エドワード・セシル卿が組織した少年見習い兵の集団。セシルは、当時のイギリスの首相の息子であり、守備軍の将校で序列2位の地位にあった。見習い兵団は、兵役の適齢に達していない少年たちの中からボランティアで集められ軍隊の支援、伝令、病院の手伝いなどに動員された。この制度によって、成人男性は軍務に専念することができ、少年たちにもなすべき仕事が与えられた。
この見習い兵たちには、カーキ色の制服と、一方を折りあげて被るつば広のハットとグレンガリー帽のキャップが支給された。街の住民たちは、少年たちの賢明な働きについて多くの証言を残している。彼らのリーダーとなったのは、13歳の特務曹長ワーナー・グッドイヤー (Warner Goodyear) であった。
マフェキング見習い兵団は、スカウト運動に示唆を与えたひとつの契機であったとされている。

## 見習い兵の務め
見習い兵たちの任務のひとつは、町中や、その外側に配された砦にメッセージを伝える伝令であり、時には1マイルも隔てられたところまで遮蔽物のない開けた土地を行き来しなければならないこともあった。最初はロバが使われていたが、包囲戦が長期化すると食料が乏しくなってロバは屠殺されて食べられてしまった。以降、見習い兵たちは、代わりに自転車を使うようになった。
また、重要な任務だったのは歩哨で、特にボーア軍の砲撃が、町のどの部分を狙っているかを住民に警告するのがおもな務めであった。
包囲戦の期間中、町は、「マフェキング・ブルーズ (Mafeking Blues)」と称された独自の切手を発行していた。そのうちの1セットは、自転車に乗った見習い兵のリーダー、ワーナー・グッドイヤーを描いたものであった。マフェキングで発行された切手は、君主の肖像が描かれていないという点で、当時のイギリス帝国の切手としては例外的なものであった。
9歳の少年、フランキー・ブラウン (Frankie Brown) は包囲戦の最中に被弾して死亡し、しばしば見習い兵の戦死者として扱われることがあるが、彼が見習い兵だったというのは、ありそうにないことである。名簿に記載された見習い兵の最年少者は、11歳であった。
包囲戦の終了後、24名の見習い兵たちは、マフェキング防衛記章を付けた女王の南アフリカ勲章を授与された。

## ボーイ・スカウト運動への示唆
ロバート・ベーデン＝パウエルは、マフェキング包囲戦においてイギリス軍の指揮官であった。彼は見習い兵たちに感銘を受け、1908年の著書『スカウティング・フォア・ボーイズ』の冒頭部分で彼らについて言及している。ベーデン＝パウエル見習い兵のひとりとのルギのような会話を書き記している。「あるとき私は、砲火の厳しい中でやってきた彼らのひとりに、「砲弾が飛んで来ているときに自転車に乗っていたら、そのうちやられてしまうぞ」と言った。「僕はペダルを速く漕ぎますから、隊長、連中に当てられっこありませんよ」と彼は答えた。」